# Purana Qila

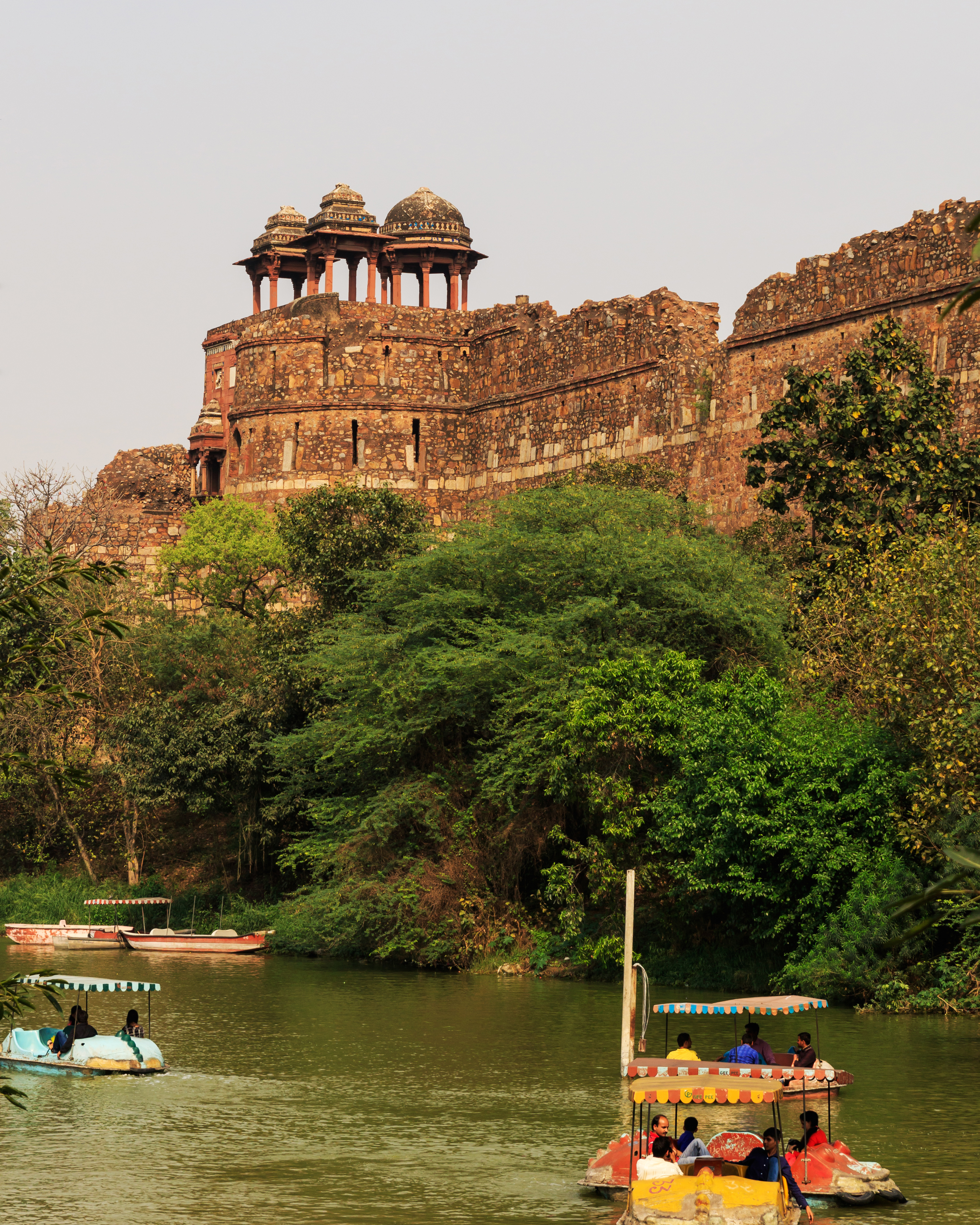
Das ‚Alte Fort‘ (Purana Qila) in Delhi liegt an einem flachen Teich, der ehemals ein Flussarm des Yamuna war.

Purana Qila (Hindi पुराना क़िला, Urdu پُرانا قلعہ, „Alte Festung“, Englisch: Old Fort) ist möglicherweise die älteste Festungsanlage Delhis. Innerhalb der Anlage entdeckten Archäologen die älteste bekannte Bausubstanz jeglicher Art in Delhi, so dass der Platz gerne mit der im Mahabharata erwähnten Stadt Indraprastha gleichgesetzt wird, wobei für diese Identifizierung allerdings keine archäologische Evidenz vorliegt. Die heutige Anlage geht im Wesentlichen auf das 16. Jahrhundert zurück, als sie als Dinpanah bzw. Shergarh ausgebaut wurde, und wird in der von kolonialzeitlichen Historikern geprägten Liste der „sieben Städte von Delhi“ als sechste Stadtgründung gezählt.

## Lage
Die flächenmäßig große Fortanlage liegt etwa 1,5 km östlich des India Gate bzw. etwa 1,5 km westlich des Yamuna-Flusses nahe dem Zentrum von Delhi. Das als UNESCO-Weltkulturerbe anerkannte Humayun-Mausoleum befindet sich etwa 2 km südöstlich.

## Geschichte
Bei Ausgrabungen wurden Tongefäße gefunden, die in die Zeit um 1000 v. Chr. datiert werden. Es könnte sich daher um die erste Ansiedlung im Raum Delhi handeln. Sie lag ursprünglich unmittelbar auf dem Westufer des Flusses Yamuna, der jedoch später seinen Lauf etwas nach Osten verlagerte. Traditionell wird der Platz gerne mit der im Mahabharata erwähnten Stadt Indraprastha gleichgesetzt, wobei für diese Identifizierung allerdings keine archäologische Evidenz vorliegt.
Die heutige Anlage wurde in der ersten Hälfte des 16. Jahrhunderts vom Mogulherrscher Humayun als Dinpanah begonnen und nach dessen Vertreibung vom afghanisch-stämmigen Sultan Sher Shah Suri als Shergarh weiter ausgebaut.

## Sehenswürdigkeiten

### Festung

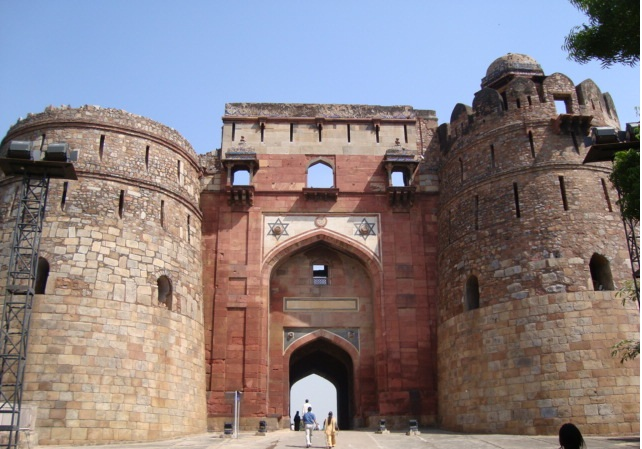
Westtor (Bara Darwaza)

Die 1,5 km langen Mauern des in seiner Architektur von den Festungsanlagen Rajasthans beeinflussten Forts erreichen stellenweise eine Höhe von 18 m; sie werden noch überragt von drei Torbauten (Bara Darwaza, Humayun Darwaza und Talaqi Darwaza), die von vorspringenden Rundtürmen begleitet werden. Während letztere aus farbloser, aber äußerst harter und stellenweise kaum bearbeiteter Grauwacke hergestellt sind, sind die Mittelteile überwiegend mit roten Sandsteinplatten aus dem östlichen Rajasthan (vgl. Fatehpur Sikri) verkleidet. Die Tore verfügen über einen aufsitzenden Zinnenkranz, Zierbalkone (jarokas) und Chhatris; durch das verschiedenfarbige Steinmaterial, aus dem auch einfache Inkrustationen hergestellt wurden, wirken sie sehr repräsentativ. Das imposante Nordtor (Talaqi Darwaza) zeigt sogar zwei Marmorplatten mit Löwenreliefs (vyalas) – äußerst ungewöhnlich für die bilderfeindliche islamische Kunst.

### Qila-i-Kuhna-Moschee

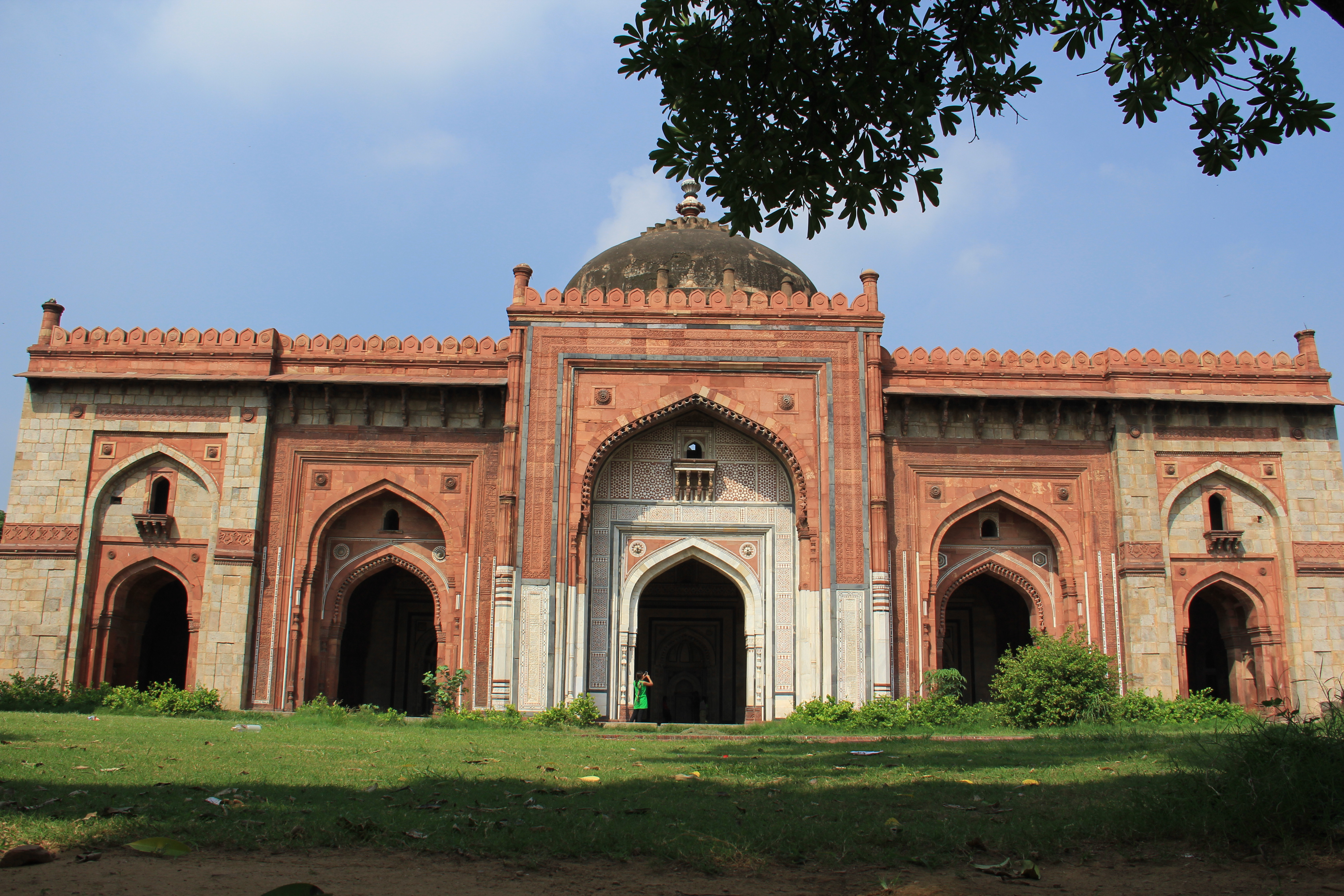
Qila-i-Kuhna-Moschee

Der breitgelagerte fünfportalige und von einer Kuppel überhöhte Moscheebau wurde im Jahr 1541 im Auftrag Sher Shah Suris errichtet. Die architektonisch abwechslungsreich gestaltete Fassade zeigt – erstmals in Indien – ein Spiel mit verschiedenfarbigen Steinmaterialien. Vor allem das leicht aus der Flucht hervortretende Mittelportal ist reich mit Steininkrustationen und Reliefs verziert; über dem Portal befindet sich ein Balkon (jaroka). Die äußeren Seitenportale sind geringfügig kleiner, werden jedoch von höheren Blendbögen überfangen, die erneut kleine Zierbalkone zeigen. Im Innern ist die Moschee nur einschiffig – in die nach Mekka weisende Qibla-Wand sind fünf reichverzierte Mihrab-Nischen eingelassen. Vor der Moschee befand sich einst eine Brunnenanlage für die vom Koran in Sure 5,6 vor dem Gebet vorgeschriebene Waschung (Wudū').

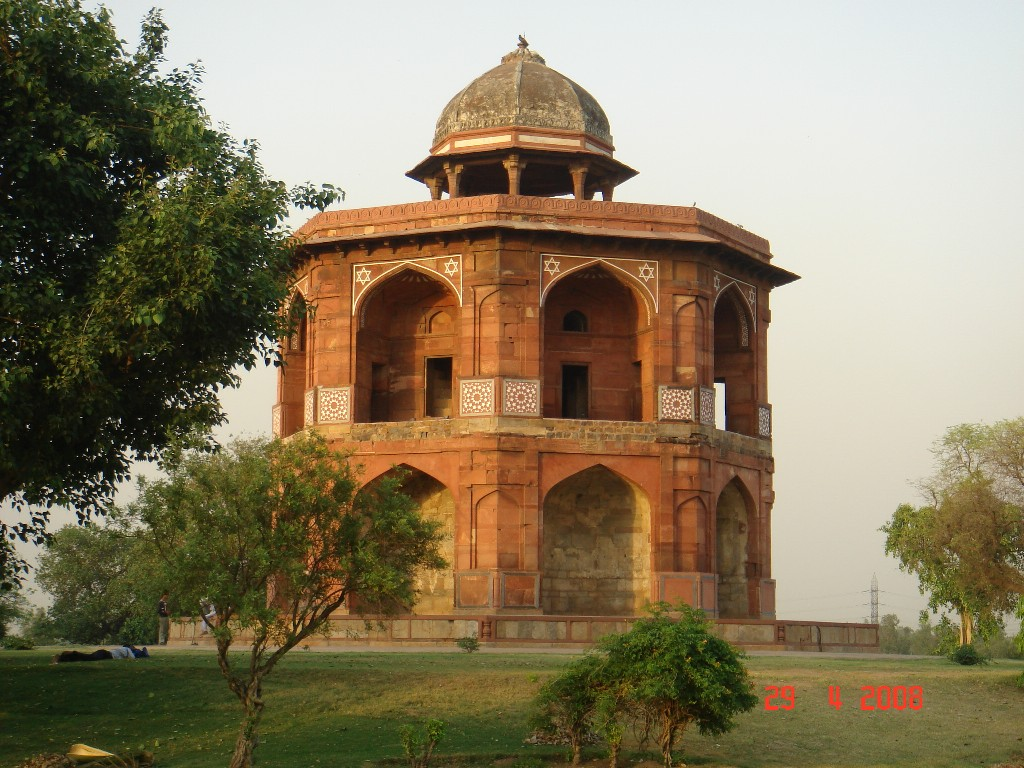
Sher Mandal

### Stufenbrunnen
Seitlich hinter der Moschee befinden sich ein Stufenbrunnen (baoli), von denen es in Delhi mehrere gibt (z. B. Agrasen Ki Baoli) und ein in Ruinen liegendes Bad (hammam).

### Sher Mandal
Das zweigeschossige, vom ersten Großmogul Babur begonnene und von seinem Sohn Humayun fertiggestellte Bauwerk wurde später zu Ehren Sher Shah Suris in Sher Mandal umbenannt. Es diente gleichermaßen als Gartenpavillon, als Bibliothek und als Observatorium. Am 24. Januar 1556 rutschte Humayun auf der Treppe zum Observatorium aus und starb zwei Tage später an seinen inneren Verletzungen.

### Umgebung
In unmittelbarer Nachbarschaft zum Fortbereich befinden sich eine weitere Moschee (Khairul Manazil), die später in eine Koranschule (madrasa) integriert wurde, und ein sehenswertes Tor (Lal Darwaza).

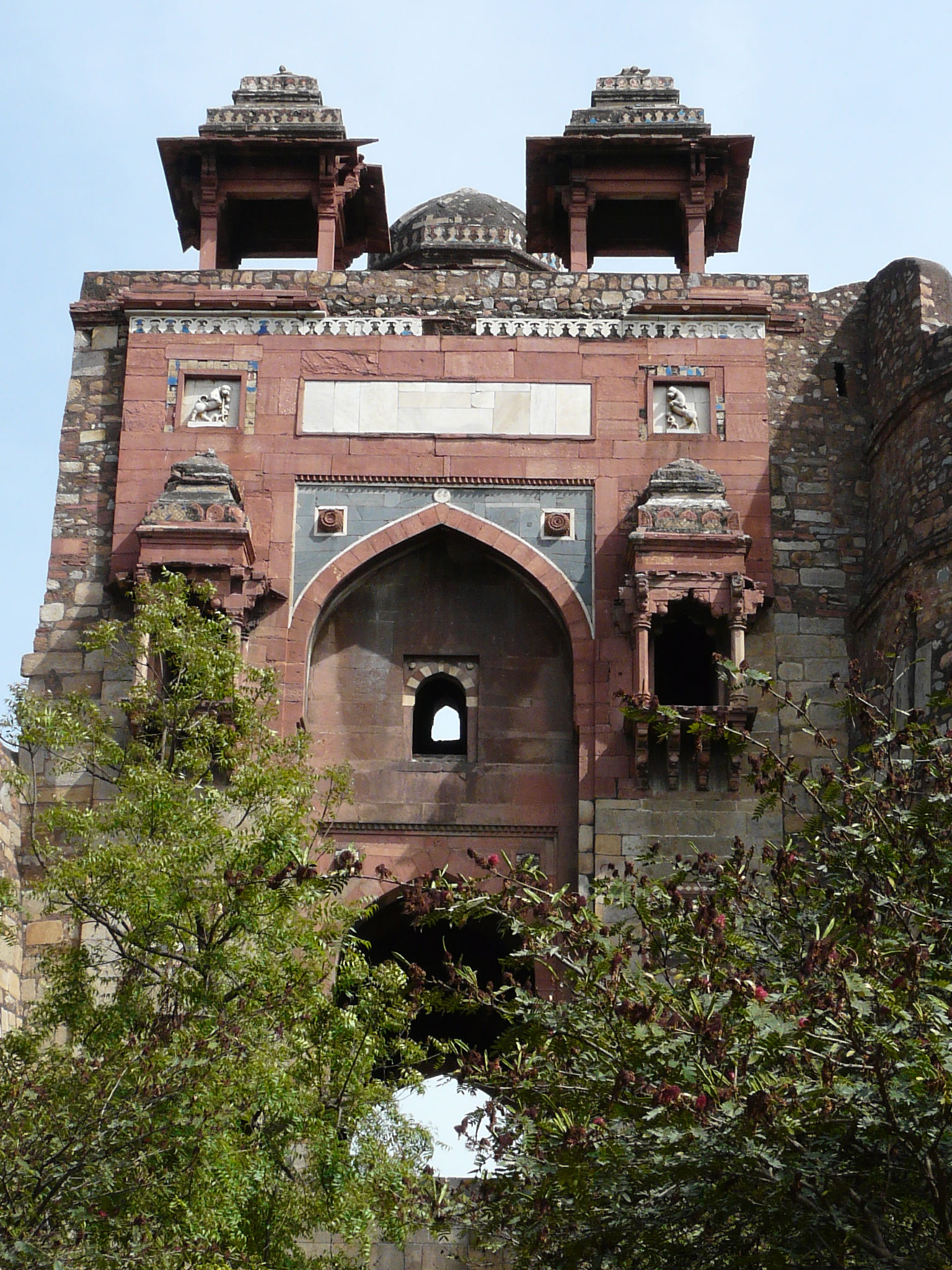
Nordtor (Talaqi Darwaza)
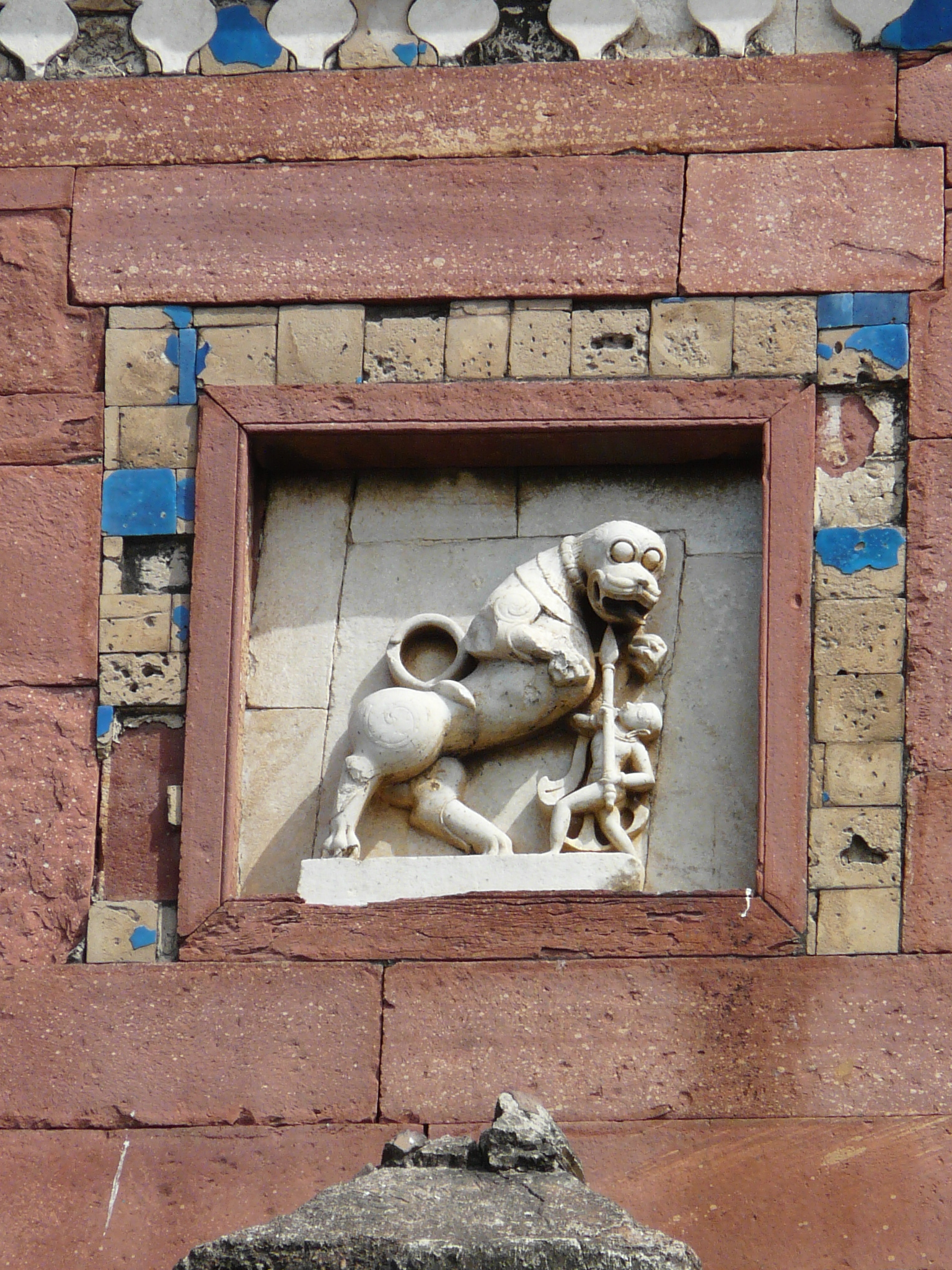
Löwenrelief mit Krieger (vyala)
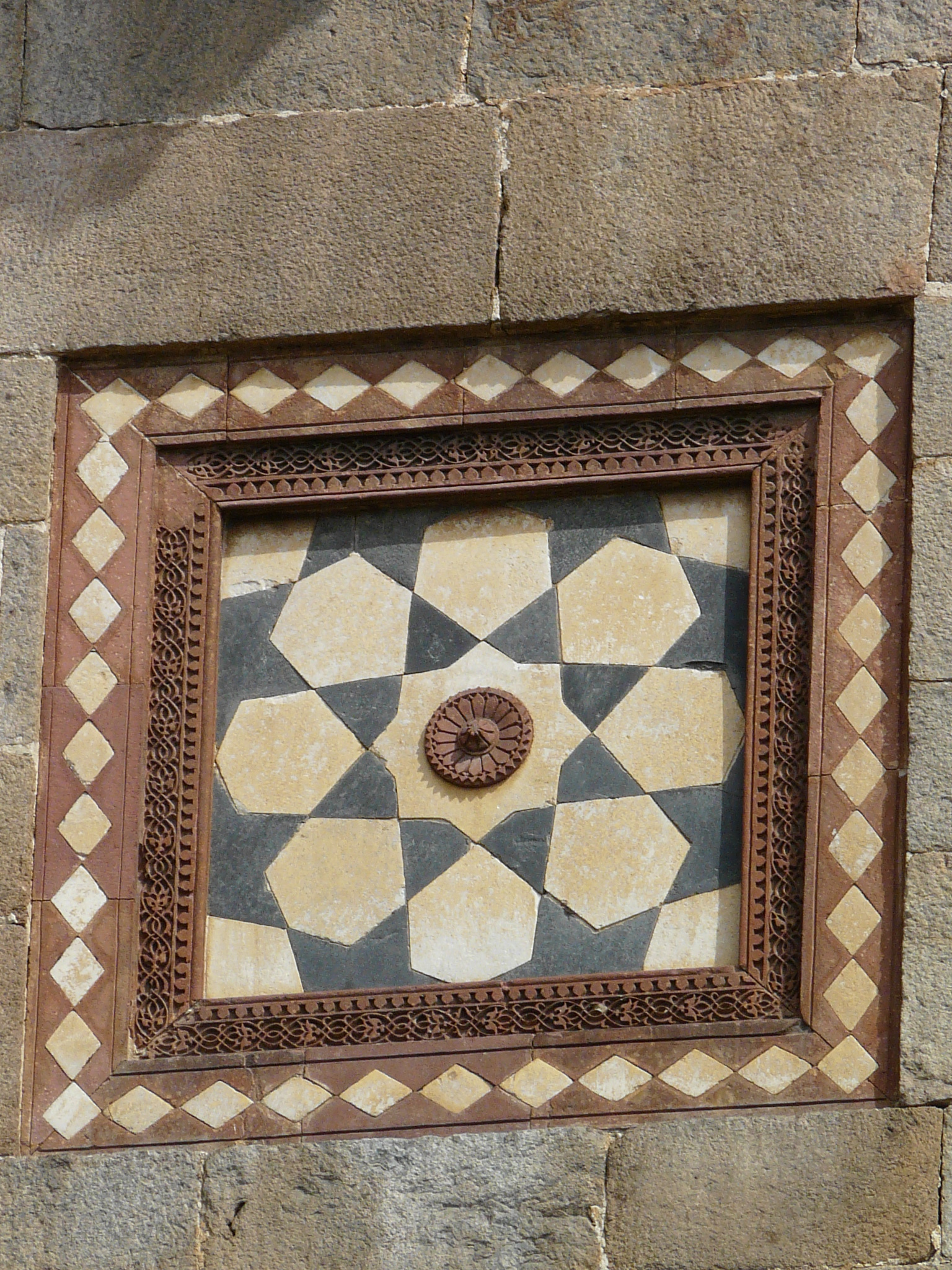
Steininkrustation
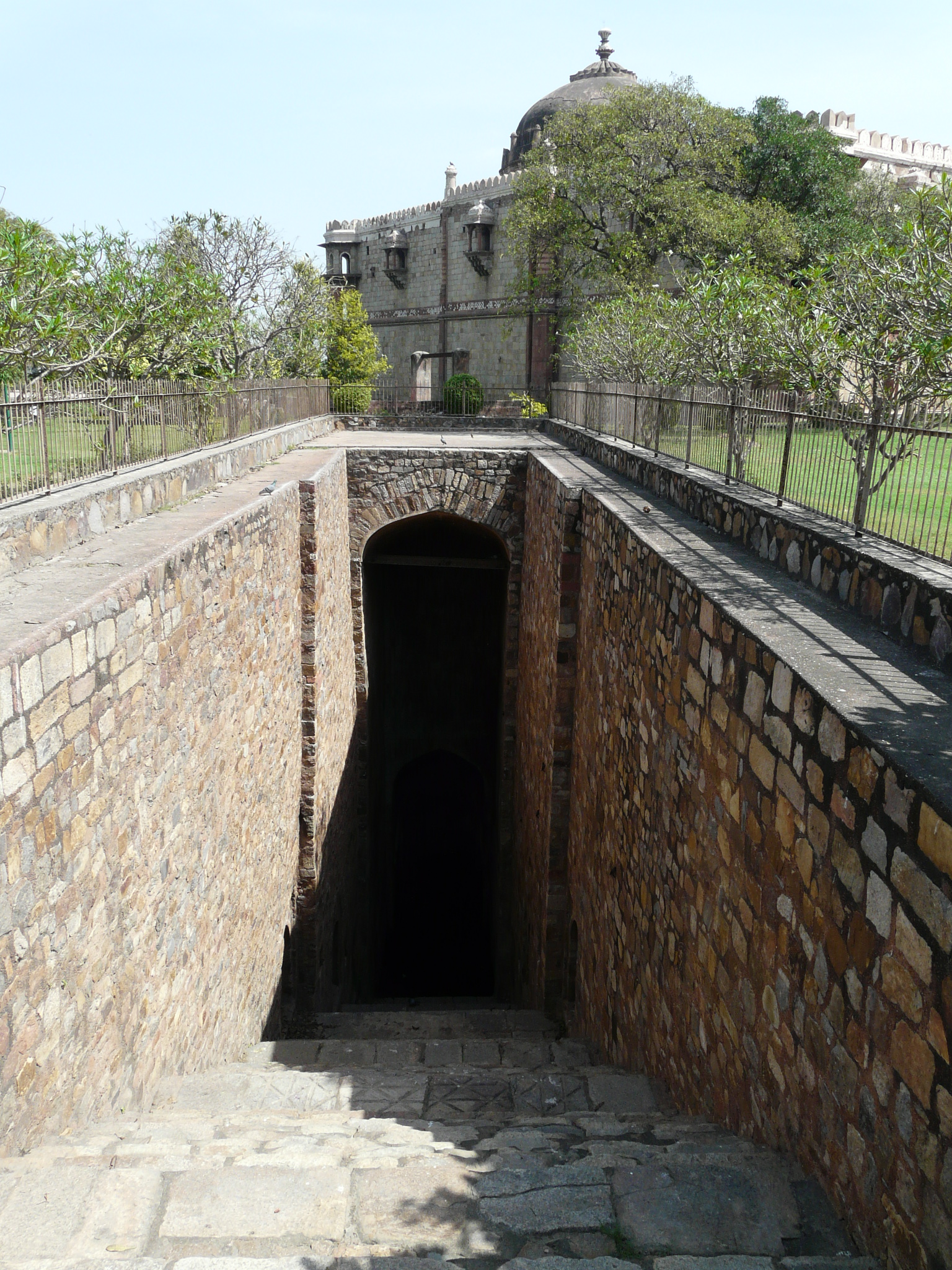
Stufenbrunnen und Rückseite der Moschee
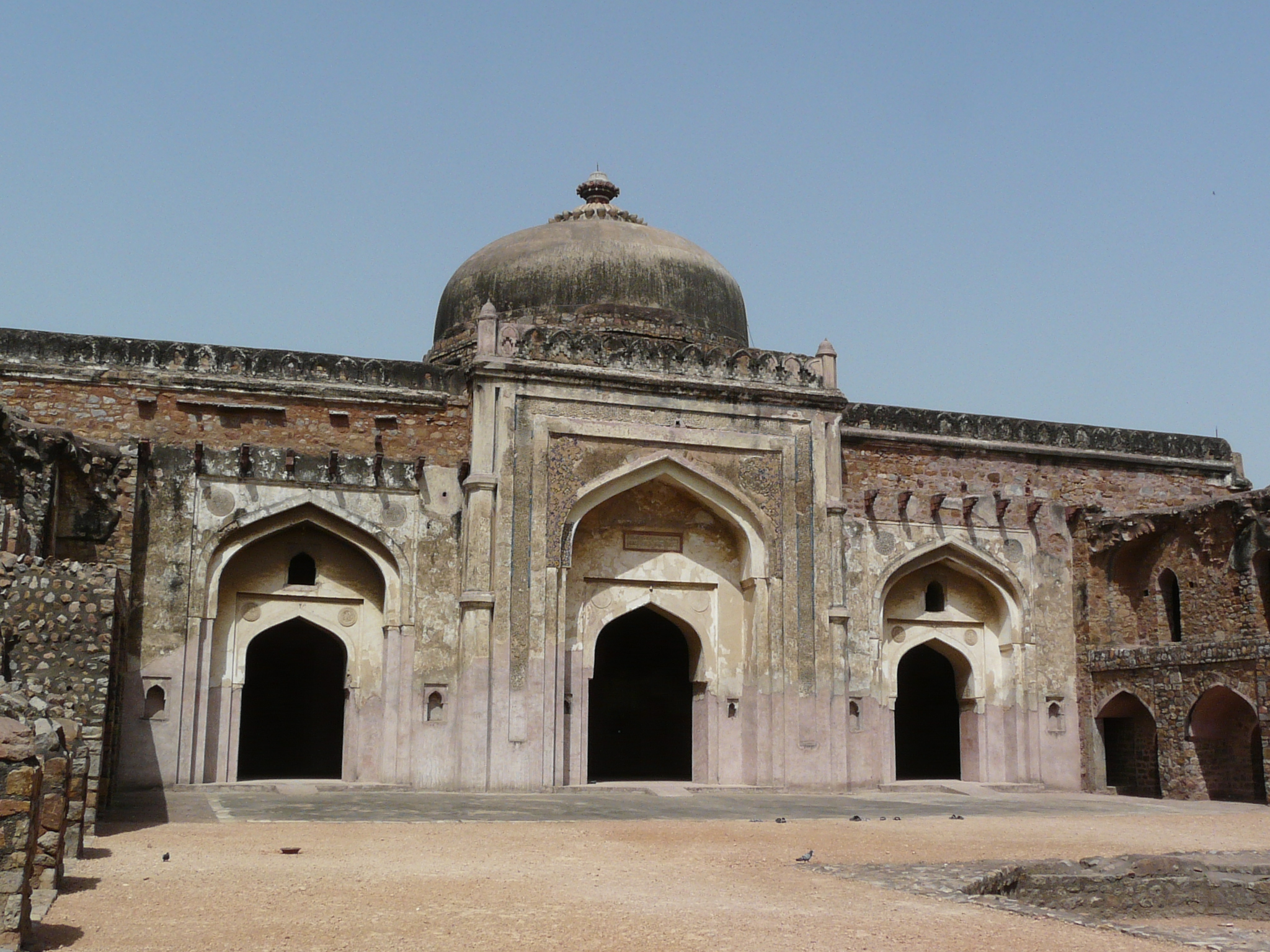
Khairul Manazil-Moschee
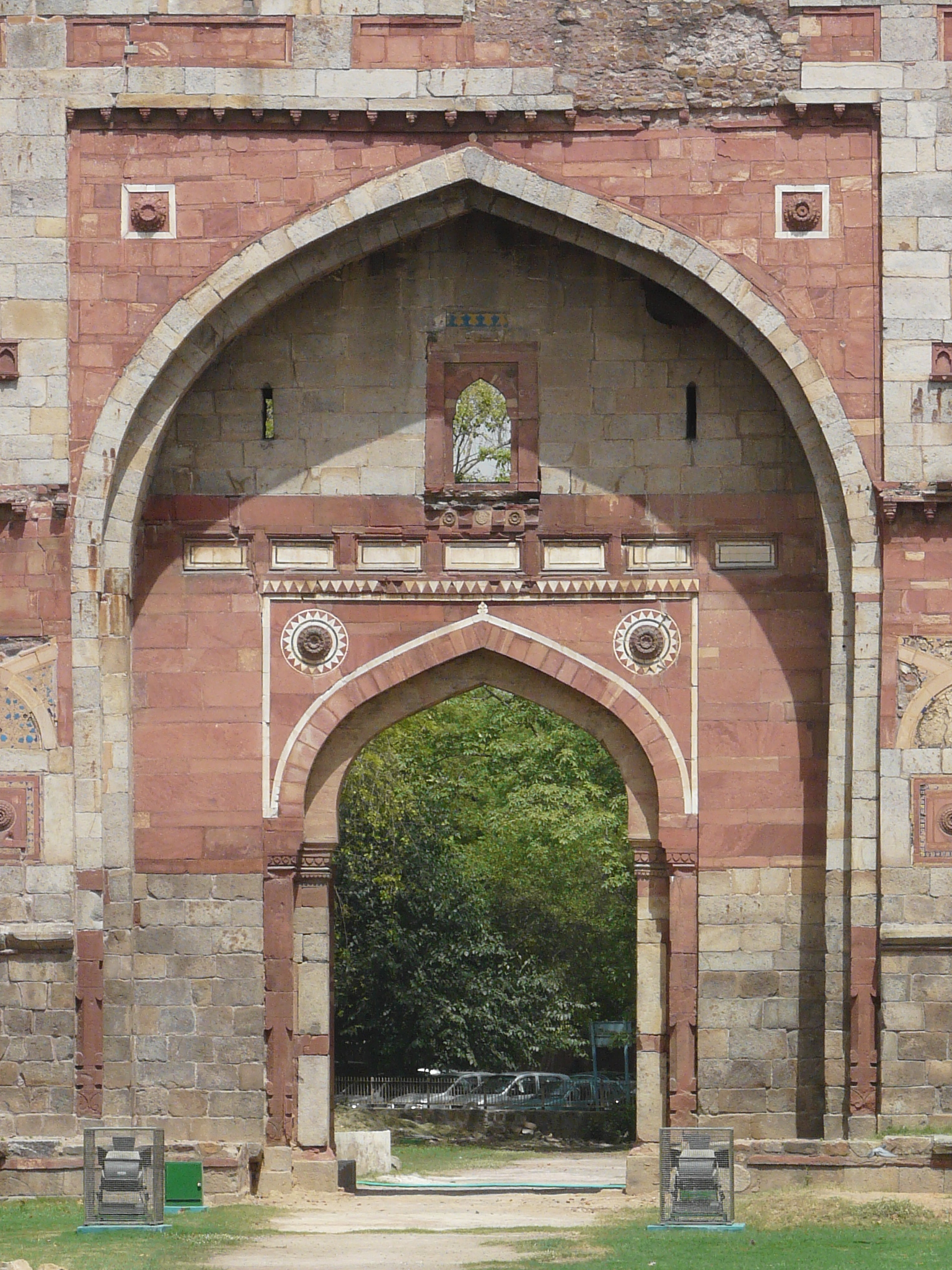
Lal Darwaza